# 코놀핑겐역
코놀핑겐역(독일어: Bahnhof Konolfingen)은 스위스 베른주 코놀핑겐 자치체에 있는 기차역이다. 스위스 연방 철도의 표준궤인 베른-루체른선과 BLS AG의 부르크도르프-툰선이 만나는 지점에 있다.

## 역사
2020년 12월 시간표 변경에 따라 코놀핑겐에서 다음 서비스가 정차한다.
- 레기오익스프레스 : 베른과 루체른 사이를 매시간 운행한다.
- 레기오 : 툰과 하슬레-뤼에크자우까지 시간당 두 대의 열차가 운행되며, 다른 모든 열차는 하슬레-뤼에크자우에서 졸로투른까지 계속된다.
- 베른 S-반 : S2 : 플라마트와 랑나우 사이를 30분 간격으로 운행한다.